# Mój przyjaciel Ozzie
Mój przyjaciel Ozzie (ang. Ozzie) – nowozelandzko-niemiecka komedia familijna z 2005 roku.

## Główne role
- Joan Collins - Max Happy
- Spencer Breslin - Justin Morton
- Ralf Möller - Tank Emerson
- Rachel Hunter - Beth Morton
- Michael Saccente - Oficer policyjny
- John Leigh - Gilbert
- Rose McIver - Caitlin
- Peter Rowley - Buzz Maroni
- Bruce Allpress - Charlie Foster

## Fabuła
Ozzie, sympatyczny miś koala, zostaje porwany. Max Happy (Joan Collins), właścicielka zabawkowego imperium Happy Toys, dowiedziała się bowiem, że zwierzątko potrafi mówić. Podstępna kobieta wpadła na pomysł, żeby sklonować niedźwiadka, a następnie go sprzedawać. Wysłannikom demonicznej Max, Buzzowi (Peter Rowley) oraz Tankowi (Ralf Moeller), udaje się schwytać gadającego niedźwiadka, jednak wskutek nieprzewidzianego zbiegu okoliczności Ozzie trafia do plecaka ośmioletniego Justina (Spencer Breslin), który wraz z mamą podróżuje po Australii. Zamiast żywego misia królowa przemysłu zabawkarskiego otrzymuje pluszową maskotkę. Wściekła Max zarządza poszukiwania.